# Paul Quinn
Paul Charles Quinn, född 21 juli 1985 i Wishaw i Skottland, är en skotsk fotbollsspelare som för närvarande spelar för Doncaster Rovers i The Championship.
Quinn är egentligen mittback men spelar ofta höger- eller ytterback. Han skrev på proffskontraktet för Motherwell 12 maj 2002 när han var 16 år gammal.
Han gjorde sin första A-lagsmatch säsongen 2002/2003 när han byttes in mot Brian Dempsie under Premier League-matchen mot Celtic 1 december 2002. Han deltog inte regelbundet men de två nästföljande säsongerna spelade han från start i 27 respektive 26 matcher.
11 januari 2008 meddelades det att Quinn tog över rollen som lagkapten efter den framlidne Phil O'Donnell och blev bara 22 år gammal den yngste lagkaptenen i klubbens historia.
Quinn gjorde sitt första mål för klubben i en ligamatch mot Kilmarnock 21 februari 2004, som ledde till seger med 1–0. Därefter fick han vänta i tre år på sitt nästa mål, till en ligamatch mot Aberdeen 15 september 2007. Även detta mål blev avgörande för matchen som Motherwell vann med 1–2. Efteråt berättade han att hans lagkamrater hade pikat honom för hans bristande målgörande. Efter det har han även gjort ett mål mot Rangers i skotska ligacupen och ett mot samma lag i ligan. Båda gångerna förlorade dock Motherwell.

## Fotnoter
1. ↑  ”Paul Quinn named club captain”. Motherwell FC. Arkiverad från originalet den 19 juni 2007. https://archive.is/20070619001415/http://www.motherwellfc.co.uk/page/NewsDetail/0,,10292~1211993,00.html. Läst 30 januari 2008.
2. ↑  ”Motherwell 1-0 Kilmarnock”. BBC Sport. 21 februari 2004. http://news.bbc.co.uk/sport1/hi/football/scot_prem/3505197.stm. Läst 30 januari 2008.
3. ↑  ”Aberdeen 1-2 Motherwell”. BBC Sport. 15 september 2007. http://news.bbc.co.uk/sport1/hi/football/scot_prem/6988271.stm. Läst 30 januari 2008.
4. ↑  ”Quinn on his first goal in four years”. Motherwell FC. http://www.motherwellfc.co.uk/page/NewsDetail/0,,10292~1113493,00.html. Läst 30 januari 2008.[död länk]
5. ↑  ”Motherwell 1-2 Rangers”. BBC Sport. 31 oktober 2007. http://news.bbc.co.uk/sport2/hi/football/scot_cups/7068987.stm. Läst 30 januari 2008.
6. ↑  ”Rangers 3-1 Motherwell”. BBC Sport. 26 december 2007. http://news.bbc.co.uk/sport2/hi/football/scot_prem/7158986.stm. Läst 30 januari 2008.